# Johann Peter Eckermann
Johann Peter Eckermann, född 21 september 1792 i Winsen, Hannover, död 3 december 1854 i Weimar, var en tysk författare, huvudsakligen känd för sin anknytning till Johann Wolfgang von Goethe. Han var far till Karl Eckermann.
Eckermann utgav 1823 Beiträge zur Poesie, mit besonderer Hinweisung auf Goethe och blev därefter oavlönat biträde vid redaktionen av hans skrifter. Eckermann skrev Gespräche mit Goethe in den letzten Jahren seines Lebens (tre delar, 1836–1848), som innehåller värdefulla bidrag till Goethes karakteristik och översatts till de flesta europeiska språk. Eckermanns egna poetiska alster är av mindre betydelse. Han tjänstgjorde även som hovråd i Weimar.

## Svenska översättningar avGespräche mit Goethe
- Samtal med Goethe under hans sista levnadsår (översättning Algot Ruhe, Natur och kultur, 1925)
- Samtal med Goethe under hans sista levnadsår (översättning Algot Ruhe, genomsedd och bearbetad av Margaretha Holmqvist, Natur och kultur, 1961)